# Bahnhof Berlin-Tempelhof
A Bahnhof Berlin-Tempelhof egy S-Bahn és metróállomás Németország fővárosában, Berlinben a Ringbahn és az U6-os metró vonalán. Az állomás 1872-ben nyílt meg, kezelője a DB Station&Service.

## Forgalom
| Járat | Útvonal | Gyakoriság csúcsidőben |
| ----- | --- | ---------------------- |
| ↻ ↺   | Gesundbrunnen – Schönhauser Allee – Prenzlauer Allee – Greifswalder Straße – Landsberger Allee – Storkower Straße – Frankfurter Allee – Ostkreuz – Treptower Park – Sonnenallee – Neukölln – Hermannstraße – Tempelhof – Südkreuz – Schöneberg – Innsbrucker Platz – Bundesplatz – Heidelberger Platz – Hohenzollerndamm – Halensee – Westkreuz – Messe Nord/ICC – Westend – Jungfernheide – Beusselstraße – Westhafen – Wedding – Gesundbrunnen                                                              | 05 percenként          |
|       | Südkreuz – Tempelhof – Hermannstraße – Neukölln – Köllnische Heide – Baumschulenweg – Schöneweide – Betriebsbahnhof Schöneweide – Adlershof – Altglienicke – Grünbergallee – Flughafen Berlin-Schönefeld | 20 percenként          |
|       | Westend – Messe Nord/ICC – Westkreuz – Halensee – Hohenzollerndamm – Heidelberger Platz – Bundesplatz – Innsbrucker Platz – Schöneberg – Südkreuz – Tempelhof – Hermannstraße – Neukölln – Köllnische Heide – Baumschulenweg – Schöneweide – Betriebsbahnhof Schöneweide – Adlershof – Grünau – Eichwalde – Zeuthen – Wildau – Königs Wusterhausen | 20 percenként          |
|       | Alt-Tegel – Borsigwerke – Holzhauser Straße – Otisstraße – Scharnweberstraße – Kurt-Schumacher-Platz – Afrikanische Straße – Rehberge – Seestraße – Leopoldplatz – Wedding – Reinickendorfer Straße – Schwartzkopffstraße – Naturkundemuseum – Oranienburger Tor – Friedrichstraße – Französische Straße – Stadtmitte – Kochstraße – Hallesches Tor – Mehringdamm – Platz der Luftbrücke – Paradestraße – Tempelhof – Alt-Tempelhof – Kaiserin-Augusta-Straße – Ullsteinstraße – Westphalweg – Alt-Mariendorf | 04 percenként          |

## Vasútvonalak
- Berlin Ringbahn

## Szomszédos állomások
Az állomáshoz az alábbi állomások vannak a legközelebb:
- S-Bahnhof Hermannstraße (S41)
- S-Bahnhof Berlin Südkreuz (Bahnhof Berlin Beusselstraße, S41)
- S-Bahnhof Hermannstraße (Bahnhof Flughafen BER, S45)
- S-Bahnhof Berlin Südkreuz (S-Bahnhof Berlin Südkreuz, S45)
- S-Bahnhof Hermannstraße (Bahnhof Berlin Beusselstraße, S42)
- S-Bahnhof Berlin Südkreuz (S42)
- S-Bahnhof Hermannstraße (Königs Wusterhausen állomás, S46)
- S-Bahnhof Berlin Südkreuz (Bahnhof Berlin-Westend, S46)